# Le Peuple breton
Vous lisez un « bon article » labellisé en 2013.
Pour l'ethnie, voir Bretons.
Le Peuple breton est un magazine d'actualité mensuel fondé à Rennes en janvier 1964. Média généraliste, il se présente comme un magazine d'opinion qui propose à ses lecteurs de « regarder et comprendre le monde à partir de la Bretagne ».
Il est créé par 16 jeunes militants alors qu'ils fondaient l'Union démocratique bretonne (UDB), un parti politique autonomiste aux valeurs sociales et écologistes. Encore aujourd'hui, le magazine dépend financièrement du parti politique, mais la majeure partie de sa rédaction – contributeurs bénévoles comme journalistes professionnels – n'en est pas membre et ses colonnes sont ouvertes à d'autres courants de pensée.
Classé en presse périodique régionale, Le Peuple breton couvre l'information de la région depuis plus de cinquante ans. Il a publié son no 700 en mai 2022. D'un quatre pages noir et blanc au format tabloïd à ses débuts, il est passé au format A4 dans les années 1970, à la couleur dans les années 1990 et comporte 36 pages. Imprimé à 15 000 exemplaires au plus fort de son succès, son tirage mensuel moyen s'élève en 2023 à 4 000 exemplaires.
Le mensuel a pour sous-titre la traduction du titre en breton : Pobl Vreizh. Ce sous-titre provient d'un autre mensuel, entièrement brittophone, et publié parallèlement au Peuple breton entre 1970 et 1982. Cessant sa parution en raison de problèmes financiers, Pobl Vreizh est réapparu en 1984 sous la forme d'un cahier encarté chaque mois dans la publication francophone.

## Ligne éditoriale
Le Peuple breton est un magazine généraliste : il aborde l'ensemble des questions pouvant concerner la société bretonne, en Bretagne et dans le monde, qu'elles soient politiques, économiques, sociales ou environnementales,. D'après la journaliste de l'AFP Clarisse Lucas, « [il] fait partie de cette galaxie de magazines d'actualité qui se font l'écho du rayonnement de la Bretagne et de sa richesse culturelle ».
C'est aussi un magazine d'opinion, qui présente et analyse l'actualité selon un angle breton : d'après le journaliste et élu autonomiste Georges Cadiou, le mensuel a pour ambition de « servir la cause de la Bretagne de manière démocratique et progressiste » en proposant à ses lecteurs de « regarder et comprendre le monde à partir de la Bretagne ». L'écrivain Jean-Jacques Monnier, autre élu autonomiste, parle lui d'un périodique qui « dit ce que d'autres journaux taisent sur la Bretagne », un point de vue qui fait écho au slogan inscrit sur chaque une du mensuel : « Aujourd'hui, être libre, c'est être informé ».
Le Peuple breton est donc un magazine engagé. Lancé en 1964 par de jeunes étudiants alors qu'ils fondent l'Union démocratique bretonne (UDB), un parti politique socialiste et autonomiste breton, le mensuel incarne pour l'historien Michel Nicolas « à la fois l'image de marque, la voix et le support théorique de l'organisation. C'est ce qui explique le soin constant dont il fait l'objet ». L'historien et son confrère universitaire Jean-Claude Le Corre se livrent néanmoins à une critique, et ce dès 1973 : le mensuel ne fait « pas apparaître les éventuelles divergences internes de l'organisation ». D'après lui, en ne présentant que « le plus grand dénominateur commun de l'opinion des militants », le mensuel « ne présente souvent l'idéologie du parti que sous un aspect édulcoré », sans rendre « compte [de l'UDB] dans toute sa réalité ».
Le titre est par ailleurs révélateur de l'angle choisi et son choix est expliqué dans le premier éditorial du journal en janvier 1964 : « LE PEUPLE BRETON / Pour nous, / ce sont les traminots de Nantes ; / ce sont les ouvriers licenciés des Fonderies de Saint-Nazaire ; […] / ce sont les jeunes qui s'exilent chaque année ; / ce sont les professeurs et instituteurs mal payés enseignant de leur mieux dans des classes surchargées ou délabrées ; […] ». Dès ces premiers mots, la toute jeune rédaction affirme l'existence du peuple breton et exprime la dimension sociale de son engagement. En mentionnant Nantes et Saint-Nazaire, ce premier éditorial affiche aussi la position du journal en faveur du rattachement de la Loire-Atlantique à la région Bretagne : numéro après numéro, l'actualité de la Loire-Atlantique y recevra une égalité de traitement vis-à-vis des autres départements de la Bretagne historique.

## Histoire

### À l'origine: lesKaieroù an emsaver yaouank
À l'automne 1959, un groupe d'étudiants rennais, adhérents du Mouvement pour l'organisation de la Bretagne (MOB, première structure politique de l'Emsav d'après-guerre), se constitue en cercle de réflexion autour d'une modeste revue ronéotée : Kaieroù an emsaver yaouank, les « cahiers du jeune militant ». L'objectif est pour eux d'acquérir une formation théorique qui leur permettra de répondre au militantisme « ni droite, ni gauche » en vigueur dans le mouvement breton de l'époque. Les thèmes économiques et sociaux y font par exemple l'objet d'une attention toute particulière. Les textes que l'on peut y lire préfigurent l'état d'esprit qui présidera quatre ans plus tard à la création du journal Le Peuple breton. Car parmi les dix animateurs des Kaieroù an emsaver yaouank se trouve le noyau fondateur du futur parti Union démocratique bretonne.
Roger « Ronan » Leprohon (br), qui fait partie de ces étudiants, exprime sa vision de la revue dans le no 2 du 1er novembre 1959 : « Je pense que les Cahiers doivent voir grand. C'est l'ambition qui manque le plus au mouvement breton dans son ensemble, du moins je l'estime. Voir grand, voir jeune, voir moderne. Adopter des techniques et des tactiques nouvelles, et adaptées à notre époque, voilà ce qu'il faut pour réussir. […] Il ne faut pas se contenter des habitués des cercles et des mouvements existants, de la grande famille en quelque sorte. Il faut aller chercher les jeunes, même incertains. Pour vingt qui refuseront, il y aura un militant qui se lèvera et fera croître d'autres vocations. […] La jeunesse, qui est l'espoir du mouvement, ne doit pas s'arrêter : sa fougue est garante d'un avenir meilleur. Mais il importe avant tout de se faire connaître, d'éclater, de faire sauter le tiède isolement des groupes et même le pieux recueillement de la « grande famille des militants ». Allons vers ceux qui ignorent tout de nous ! Affichons, écrivons, parlons, secouons l'inertie de la routine ».

### Lancement du journalLe Peuple breton
Le 4 janvier 1964 a lieu à Rennes la réunion constitutive de l'Union démocratique bretonne. Le nouveau parti politique compte seize jeunes adhérents dont les premières cotisations d'adhésions sont toutes mobilisées pour la sortie, quelques jours plus tard, d'un journal mensuel qu'ils choisissent d'intituler Le Peuple breton. Ce titre est repris du journal éponyme trimestriel qui était paru entre 1947 et 1948 sous la direction de Joseph Martray. Celui-ci cède le titre Le peuple breton à l'UDB en 1964.
Le plomb typographique, modèle qui permet l'impression du nom du journal dans la manchette de une, est réalisé à la main par Ronan Leprohon. Ce plomb d'imprimerie servira jusqu'en septembre 1964, où il sera légèrement redessiné. La composition du journal est faite par l'entreprise de linotypie Linarmor, à Rennes. Ce travail ne coûte rien : l'entreprise appartient à un certain M. Laigle, militant breton et accessoirement père de Jean-Marie, l'un des fondateurs du nouveau parti. Le Peuple breton est imprimé à plat, sur un papier légèrement satiné, chez M. Becdelièvre, « un petit artisan rennais plus habitué aux images de communion […] et aux cartes de visite qu'aux journaux révolutionnaires ».
Ce premier numéro comprend seulement quatre pages et n'a aucune illustration. Il livre quelques signatures des fondateurs de l'UDB, notamment Jean-Yves Veillard qui signe « Yann-Cheun », Ronan Leprohon dont le nom sera mal orthographié pendant des années et R. Dinan, pseudonyme de l'étudiant rennais Robert « Roparz » Debroise. Jean-Yves Veillard est nommé directeur de publication et restera à la tête du journal jusqu'en novembre 1969. Le titre est domicilié chez sa mère, couturière à façon à Rennes, au 30 boulevard de la Liberté. Il n'a pas de compte bancaire propre pendant deux ans : celui utilisé appartient au trésorier du parti, Hervé Grall, qui est lui aussi domicilié chez sa mère, veuve de guerre, au 51 rue Inkermann à Brest. Le premier « PB » est tiré à 1 000 exemplaires et est vendu 60 centimes, quelques jours après ce 4 janvier, à l'entrée du restaurant universitaire de la rue de Fougères à Rennes.
Ce numéro symbolique sera un peu plus tard — à l'occasion d'un anniversaire du journal — reproduit en fac-similé légèrement réduit, sur un papier mat. C'est cette reproduction qui est parfois présentée, à tort, comme premier numéro dans les ventes de bibliophilie bretonne.

### Du journal au magazine d'aujourd'hui
Pour ces étudiants engagés, de milieu modeste et souvent désargentés, ce quatre pages représente le principal instrument d'action. C'est même autour de lui que se fixe la pratique militante. Ronan Leprohon et Louis « Loeiz » Le Bec proposent des conférences dans toutes les grandes villes de Bretagne et amènent de nouveaux abonnés. Le journal est vendu à la criée le plus souvent possible, notamment à Rennes et Brest, ce qui permet d'écouler presque tous les exemplaires. Le traitement de l'actualité dans un mensuel autorisant plus de temps pour consacrer de la place à des enquêtes ou des dossiers thématiques, l'équipe rédactionnelle publie à partir de 1965 des « grandes études » intitulées entre autres « Droite et gauche en Bretagne », « Clergé et Bretagne », « Ouest ou Bretagne ». Après un démarrage laborieux, Le Peuple breton arrive ainsi à l'équilibre financier puis il voit ses ventes décoller à la faveur des événements de mai 1968 : 4 000 exemplaires sont désormais imprimés chaque mois. Ses lecteurs sont techniciens, ouvriers. Ils appartiennent comme aujourd'hui à la classe moyenne,,.
Dès 1971 et jusqu'en 1975, la rédaction publie une série de dossiers consacrés à la protection de la nature en Bretagne. Rédigés par Jakez Lefêvre et Jean-Yves Monnat de l'université de Brest, ces articles de vulgarisation scientifique abordent en une double-page les problèmes d'écologie et d'environnement. À partir de janvier 1973, le journal propose seize pages à ses lecteurs. Avec les progrès techniques de l'impression, l'introduction partielle de la couleur et l'usage d'illustrations abondantes, il gagne en qualité et poursuit la progression de son tirage : 8 000 exemplaires en 1976. L'année 1976, c'est aussi le passage du format tabloïd au format magazine A4 comprenant 24 pages. 1973, 1977, 1978… pour le magazine d'opinion, chaque consultation électorale est l'occasion de monter en puissance. Il offre 32 pages au lecteur à partir de l'été 1977 et, en novembre 1979, il tire à 15 000 exemplaires. Même s'il ne se lit que « dans des milieux très restreints », le magazine a alors un impact certain. En août 1981, l'éditeur belge Casterman imprime Bran Ruz, un album de bande dessinée dans lequel le dessinateur Claude Auclair et le scénariste Alain Deschamps mentionnent « le mensuel Le Peuple breton (Pobl Vreizh) » dans leurs remerciements particuliers.
Après la victoire de la gauche en 1981 et la présence hégémonique du Parti socialiste dans la vie politique régionale, l'Union démocratique bretonne subi une baisse de ses effectifs militants et des difficultés financières importantes qui entraînent avec elles le « PB » dans une période que les observateurs appelleront la « traversée du désert » de l'UDB. Le magazine chute en lectorat et ne vend plus que 1 500 exemplaires en 1983. Marc Andro, le secrétaire du bureau politique de l'UDB, propose en 1984 que le magazine devienne, non plus uniquement celui du parti autonomiste, mais celui de la gauche bretonne dans son ensemble. Une proposition qui restera sans effet. Puis, à partir des années 1990 mais surtout depuis les années 2000, cette fois-ci en profitant de l'accroissement de la popularité de l'UDB, Le Peuple breton voit son audience remonter. En septembre 2005, l'impression du mensuel passe en quadrichromie. En 2013, son tirage s'élève à 4 000 exemplaires mensuels,. Dix ans plus tard, en 2023, son tirage se maintient entre 3 000 et 4 000 exemplaires selon les sources,.
Le 2 janvier 2024, à l'occasion de son soixantième anniversaire, Le Peuple breton titre « Un peuple vivant » avec, en Une, la photographie d’un enfant métis souriant, en habit traditionnel glazik et le drapeau breton sur l’épaule. Ce titre et ce cliché, du photographe Bruno Ansker pris en 2015 à Quimper lors du festival de Cornouaille, suscitent un flot de commentaires racistes et haineux après la promotion du nouveau numéro sur les réseaux sociaux. Des centaines de messages xénophobes et extrémistes sont postés et relayés par les réseaux d'extrême droite sur Internet, une attaque dont se fait écho la presse nationale et internationale. En quelques jours, la couverture du magazine devient virale sur le web (plus de 5 millions de vues sur le seul réseau social Twitter) et provoque une vague de messages de soutien au magazine et au choix de sa Une,,,,,.

## Équipe rédactionnelle

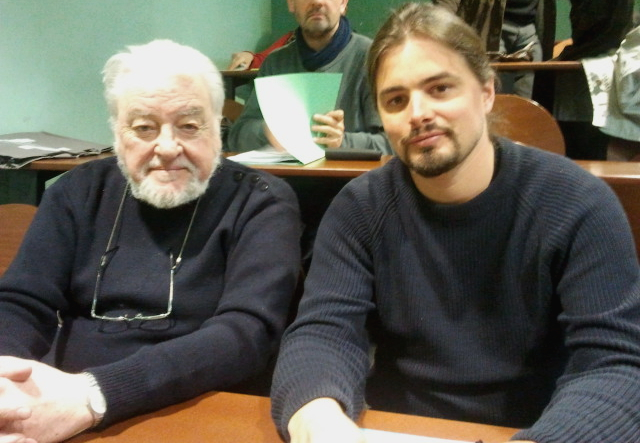
Ronan Leprohon et Gael Briand lors d'un colloque de Sciences-Po Rennes consacré à l'UDB en avril 2013.

L'équipe de la rédaction est entièrement bénévole et composée d'une centaine de collaborateurs réguliers dont certains sont journalistes de métier. Plus de la moitié ne sont pas adhérents de l’UDB. D'un point de vue de l'illustration, si le mensuel fait appel occasionnellement à des agences ou à des photographes professionnels, la plupart des images proviennent des militants eux-mêmes, par nature sur le terrain et par conséquent « au plus près des luttes ».
Les dessins de presse sont, pour la majorité d'entre eux, de la main de Joël Auvin, alias Nono. Caricaturiste reconnu — il travaille quotidiennement pour Le Télégramme et a illustré de nombreux ouvrages —, il croque l'actualité pour Le Peuple breton depuis plus de trente ans. Son premier dessin dans le mensuel est paru en 1975.
| Période                      | Nom                               |                                | Période                  | Nom |
| janvier 1964 - novembre 1969 | Jean-Yves « Yann-Cheun » Veillard | septembre 1984 - décembre 1992 | Jean-Jacques Monnier     |     |
| décembre 1969 - juin 1973    | Jean-Paul Gourmel                 | janvier 1993 - janvier 1999    | Joël Guégan              |     |
| juillet 1973 - mai 1978      | Roger « Ronan » Leprohon (br)     | février 1999 - novembre 2010   | Roger « Ronan » Leprohon |     |
| juin 1978 - août 1984        | Jean Guegueniat                   | décembre 2010 - en cours       | Gael Briand              |     |

Un auteur revient régulièrement dans les colonnes du mensuel : Jean Roudaut. En réalité, ce Jean Roudaut-là n'a qu'une existence fictive. Il s'agit du prête-nom attribué aux rédacteurs qui, en raison de leur activité professionnelle ou d'une situation conjoncturelle — le fait d'accomplir son service militaire, par exemple —, ne peuvent apposer leur paraphe sous un article.

## Maquette et rubriquage

### La une: évolution de la manchette
Le Peuple breton voit ses unes se succéder depuis 50 ans et, avec elles, différentes manchettes. L'évolution du nom du journal — puis du magazine — s'est faite avec l'arrivée de la couleur et les progrès de l'imprimerie. Son premier logotype, réalisé à main levée, a été utilisé 17 ans, jusqu’en septembre 1981. Entretemps, sa graphie a été remaniée, connaissant notamment quelques variantes du sigle UDB qui finira par disparaître du « o » de « breton » en mars 1974.
En octobre 1981, premier grand changement avec l'apparition d'un dessin sur la couleur d’appoint qui figure désormais en une du journal. Ce dessin, une colombe stylisée aux entrelacs celtiques, est inspiré de l'emblème des « Fêtes du Peuple breton » qui sont alors régulièrement organisées par l'Union démocratique bretonne. Rapidement, en août 1984, la manchette conserve le dessin de l'oiseau mais en diminue la taille au profit du graphisme. Les mots « le peuple » sont souvent soulignés d’un fort trait de couleur.
En septembre 1991, la manchette occupe toute la largeur de la page, ce que ne faisaient pas ses prédécesseurs. La taille de la colombe diminue encore. Imprimée tout d'abord en noir, la police d'écriture apparaît fréquemment en couleur, bientôt ombrée. En juin 1997, le principe du titre ombré est conservé alors que le graphisme abandonne la largeur entière de la page pour se cantonner à l'angle supérieur gauche de la une. Cette opération diminue sensiblement la lisibilité du titre. Quant au dessin de la colombe, toujours présent, il devient minuscule.
À partir d'octobre 2002, le logo conserve sa position en angle mais l'oiseau stylisé disparaît. Le graphisme a radicalement changé avec une police d'écriture noire et blanche sur fond rouge — les couleurs de la Bretagne et des luttes sociales — qui se détachent désormais de la polychromie permanente de la une.
Le modèle actuel existe depuis septembre 2017, à la faveur d'une refont complète de la maquette du magazine. La manchette épouse de nouveau la largeur de la une, avec le titre écrit en lettres capitales. La couleur rouge des luttes sociales sert toujours de fond aux mots « le peuple », dont les lettres ressortent en blanc. Le mot « breton » s'incruste quant à lui directement sur la photographie de une, généralement en noir mais parfois aussi en blanc en fonction des tons de la photo. Pour la première fois apparaît le sous-titre Pobl Vreizh : placé sous le titre, avec une police similaire mais une taille inférieure, il est également en lettres capitales et reprend le code couleur. Le slogan, lui aussi, est remis en avant, placé au-dessus du titre : « Aujourd'hui, être libre, c'est être informé ».

Première manchette du journal.
Manchette en usage d'octobre 1981 à juillet 1984.
Manchette d'août 1984 à août 1991.
Manchette modifiée en septembre 1991.
Manchette à la typographie ombrée.
Manchette utilisée de juin 1997 à septembre 2002.
Manchette utilisée d'octobre 2002 à août 2017.
Manchette utilisée depuis septembre 2017.

### La rubrique «L'invité»
Si Le Peuple breton est l'organe de presse de l'UDB, il ouvre cependant ses colonnes à d'autres courants de pensées. C'est notamment l'objectif de sa rubrique « L'invité », en deuxième de couverture, qui laisse à l'invité en question une large place pour s'exprimer.
Cette tribune libre apparaît pour la première fois dans le numéro de septembre 1999 lorsque Roger Gicquel, journaliste et ancien présentateur du journal de 20 heures de TF1, accepte une collaboration régulière avec la rédaction du Peuple breton,. Régulière, cette collaboration l'est puisque Roger Gicquel « tient » la tribune chaque mois jusqu'en janvier 2003, soit 36 contributions. C'est donc à partir du no 469 que le mensuel reçoit un invité différent à chaque parution. Parmi les personnalités qui se sont exprimées, on retrouve entre autres Jean-Yves Le Drian, Irène Frachon, Pierre Péan, Goulc'han Kervella, Gérard Onesta, André Pochon ou encore Ronan Le Coadic.
De février 1968 à avril 1969, une autre signature prestigieuse avait déjà trouvé sa place dans les colonnes du Peuple breton, celle du journaliste Morvan Lebesque. Fañch Kerfraval décrit ses contributions comme des « chroniques proches de celles du Canard enchaîné [pour lequel il écrivait] : même forme, même longueur et même souffle. Seul l'approche change. S'éloignant des problèmes « de » société, il va saisir ceux « d'une » société, la société bretonne, et par cette voie, rejoindre quand même la dimension de l'universel ». Cette participation, qui durera quatorze mois dans un journal qui — à l'époque — ne comprenait que six pages et était édité à quatre mille exemplaires, fera dire à Ronan Leprohon « c'est dire l'estime dans laquelle Morvan Lebesque tenait l'UDB ».

### La rubrique «Iffig»
Comme de nombreux périodiques, le mensuel régional comprend une rubrique satirique. Elle a pour titre un prénom, « Iffig », et s'accompagne d'un dessin décrit par le journaliste Fañch Broudig comme représentant « un petit bonhomme rigolard, en bragoù-bras d'un autre temps et en petits sabots de bois ». Il s'agit d'une rubrique au ton humoristique, qui rarement complimente et le plus souvent égratigne des personnalités ou des faits lorsque ceux-ci ne lui paraissent pas « être dans la ligne ».

### La rubrique «Leurre de vérité»
Chaque mois depuis juin 1994, l'économiste Yann Fiévet publie ses réflexions dans une rubrique qu'il a choisi d'intituler « Leurre de vérité ». Selon la journaliste Naïri Nahapétian, il use de sa plume « drôle » et « douce-amère » pour « critiquer le tout marché qui domine notre monde ». Ses chroniques balaient de nombreux thèmes, de la marchandisation de l'école aux rapports Nord-Sud, et n'hésitent pas à épingler des personnalités. Quant à ses nouvelles littéraires, elles « résument toute l'absurdité de notre société du spectacle ou du fonctionnement des entreprises ».
D'après Christian Jacquiau, un autre économiste, les écrits de Yann Fiévet font preuve de pédagogie. Ils ont par ailleurs des titres « évocateurs » comme Le Grenelle de l’emmerdement, Que sont nos intellectuels devenus ?, La violence des pauvres ou encore Pourquoi ont-ils tué Jaurès ? La toute première chronique avait pour titre Attristante Italie ; Silvio Berlusconi venait d'être nommé pour la première fois chef du gouvernement italien.
Le chroniqueur affirme en 2009 que le ton de sa rubrique s'est d'emblée « voulu résolument radical » parce que, d'après lui, « cette radicalité si dérangeante pour le citoyen [est] nécessaire au débat d'idées ». Un style difficile à défendre, précise Ronan Leprohon, qui explique que le rédacteur en chef du mensuel doit parfois répondre à des lecteurs mécontents. Mais d'autres, ajoute-t-il, apprécient son style « pour sa lucidité et pour la salutaire indignation » qu'elle apporte. C'est notamment le cas du politologue altermondialiste Paul Ariès. Celui-ci rédige en 2009 la préface d'un recueil des chroniques et nouvelles publiées par Yann Fiévet dans Le Peuple breton entre 2000 et 2009. Intitulé Le monde en pente douce, l'ouvrage est, pour Paul Ariès, utile à la « recherche de la démocratie » parce qu'il est « une mine d'informations pour […] aider à penser les luttes d'aujourd'hui ».

### Le cahier «Pobl Vreizh»
Parce qu'elle refuse d'attribuer au breton une place seconde, l'UDB lance en janvier 1970 Pobl Vreizh, un second mensuel entièrement en langue bretonne et publié parallèlement au Peuple breton,. Le titre de cette seconde publication signifie littéralement « le peuple de Bretagne ».
| Période                  | Nom             |
| ------------------------ | --------------- |
| janvier 1970 - juin 1973 | Jean Jaouen     |
| juillet 1973 - mai 1976  | Loig Kervoas    |
| juin 1976 - mai 1982     | Fañch Morvannou |

Les premiers numéros, dirigés par Jean Jaouen, comprennent deux pages qui présentent simplement les traductions de l'éditorial du Peuple breton et de sa rubrique « Le problème breton de Brest à Nantes ». Ils sont imprimés chez l’abbé Le Gall, à Pédernec, qui deviendra plus tard l’imprimerie Henry. Puis à partir du no 42 de juillet 1973, le mensuel est repris par Loig Kervoas et une équipe de rédacteurs trégorrois. Ils font de Pobl Vreizh un journal à part entière, indépendant de la version francophone, avec six pages d'articles, d'interviews et de bandes dessinées en breton. Seul le sujet de l'édito reste commun aux deux mensuels. Il passe à huit pages en août 1974. Tiré à 1 000 exemplaires à son lancement, Pobl Vreizh atteint au milieu des années 1970 un tirage moyen de 1 500 exemplaires avec des pointes s'élevant à 2 000 exemplaires certains mois.
Le journal poursuit son développement sous la direction de Fañch Morvannou à partir de juin 1976. En décembre 1977, le mensuel passe du format tabloïd au format magazine A4. Il propose désormais douze pages à ses lecteurs,. Après 140 numéros, le périodique cesse sa parution en mai 1982, alors que l'UDB subit des difficultés financières.
C'est à partir de décembre 1984 que les articles en breton réapparaissent, dans un mensuel où les deux éditions francophone et brittophone ont fusionné : Pobl Vreizh est devenu un cahier de deux ou quatre feuillets encarté au Peuple breton — auquel il donne désormais un sous-titre — pour proposer entre 4 et 8 pages d'articles monolingues en breton. Il est ouvert aux articles en interdialectal.

## Financement, publication et diffusion
Le Peuple breton ne bénéficie pas des aides à la presse distribuées par l'État français depuis 1942 dans le but de favoriser le pluralisme médiatique. Le financement du magazine s'appuie sur la vente au numéro, sur les abonnements et sur des subventions versées par l'Union démocratique bretonne. Un détail est à noter dans l'organisation financière du mensuel : pendant ses deux premières années de parution, le journal n'a pas de compte bancaire propre et utilise celui du trésorier de l'UDB, Hervé Grall. Cela met en évidence la « symbiose extrêmement étroite » du parti politique et du mensuel à ses débuts. Il faut attendre le numéro de janvier 1966 pour voir apparaître dans l'ours un compte chèque postal spécifique.
L'édition est assurée par une association loi 1901 basée à Saint-Brieuc : les Presses populaires de Bretagne. L'impression est quant à elle réalisée par Cloître imprimeurs à Saint-Thonan, dans le Finistère. En 2013, le mensuel a un tirage moyen de 4 000 exemplaires par mois. Il est classé en presse périodique régionale généraliste et publie chaque année onze numéros : neuf de 36 pages et deux spéciaux de 52 pages en juillet-août et en décembre.
En 2013, le magazine a 1 500 abonnés. Il est diffusé dans 1 000 kiosques sur les 2 500 que compte la Bretagne ainsi que dans les magasins Relay des gares de la région et de Paris-Montparnasse. Les militants de l’UDB assurent par ailleurs des ventes à la criée sur les marchés, pendant certains événements et manifestations en Bretagne et dans les gares parisiennes,,. Le Peuple breton a publié son numéro 600 en janvier 2014.
Le magazine est également présent sur internet. Après quelques balbutiements en 2007 et 2008 — principalement des publications de vidéos et diaporamas sur les plateformes Dailymotion et YouTube — puis la création d'un site vitrine en juillet 2011, la rédaction met en ligne une première version d'un site structuré en mars 2013 pour présenter le magazine et proposer des extraits d'articles. Une deuxième version est créée par Arnaud Mahé à partir de logiciels libres et mise en ligne en mai 2015 : www.lepeuplebreton.bzh. Il s'agit d'un véritable site d'actualité qui complète les articles de fond de la version papier mensuelle. En octobre 2015, pour dénoncer un photomontage publié en une de l'hebdomadaire local Le Ploërmelais, le Syndicat national des journalistes (SNJ) puis Libération et enfin le site d'information italien Globalist citent Le Peuple breton qui a révélé l'affaire via ce nouveau site web,,.

## Les procès duPeuple breton
Le mensuel régional a fait l'objet de plusieurs procès au cours de son histoire. Dès son lancement, à la suite d'ennuis politiques avec la droite régionale, Ronan Leprohon contacte la rédaction du Canard enchaîné pour demander des conseils juridiques et trouver un avocat. L'hebdomadaire satirique et d'investigation lui propose alors de travailler avec « le pool de ceux qui le [défendent] », des liens avec Le Canard enchaîné que Leprohon entretient déjà avant d'avoir le soutien de Morvan Lebesque en 1968.

### Contre la Société d'aménagement touristique du Morbihan (1970)
Le premier procès survient au bout de six ans d'existence, en 1970. Il s'agit d'une action en diffamation intentée par Victor Golvan, alors sénateur-maire de Quiberon, conseiller général du Morbihan et président de la Société d'aménagement touristique du Morbihan (SATMOR). Cette dernière, une société d'économie mixte, est en particulier responsable de l'aménagement de la presqu'île de Rhuys. Dans de nombreux articles, Le Peuple breton s'est employé à dénoncer le caractère spéculatif de cette opération : selon le journal, la SATMOR aurait exproprié des terrains à très bas prix, les aurait aménagés, viabilisés, puis revendus à des promoteurs immobiliers qui en auraient tiré des bénéfices. L'affaire se déroule sur une période de six mois, de juillet à décembre 1970, et se manifeste par une guerre d'articles de journaux et de communiqués de presse de la préfecture du Morbihan.
L'audience a lieu le 12 novembre 1970 ; et par un jugement du tribunal correctionnel de Vannes rendu en délibéré le 25 novembre, le journal perd le procès. La SATMOR obtient le franc symbolique de dommages-intérêts et les prévenus, le directeur de publication Jean-Paul Gourmel et l'auteur de l'article, sont condamnés chacun à mille francs d'amende. Dans leur mémoire de science politique présenté en 1973, Jean-Claude Le Corre et Michel Nicolas indiquent qu'une souscription avait été ouverte avant même l'issue du procès et que celle-ci avait rapporté 8 907,26 FF. D'après eux, cette solidarité s'est particulièrement manifestée de la part des habitants de la presqu'île de Rhuys « auprès desquels la section UDB de Vannes avait fait une propagande intense ».

### Contre les Presses bretonnes et le FN (1997)

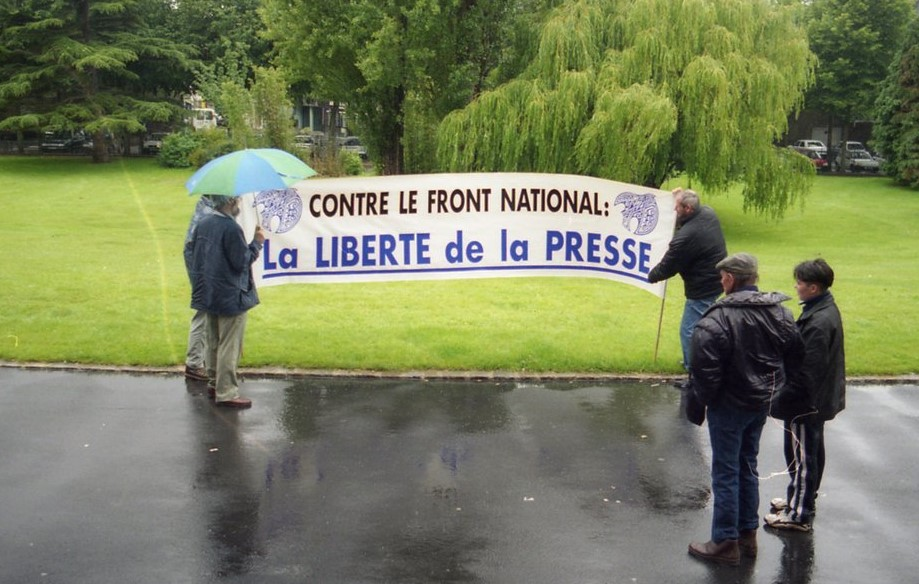
Banderole déployée devant le tribunal de Saint-Brieuc pendant le procès, le 28 août 1997.

En 1997, le directeur de publication Joël Guégan est poursuivi pour diffamation par l'entreprise Les Presses bretonnes,. Fondée en 1620 à Saint-Brieuc, cette imprimerie est l'une des plus anciennes de Bretagne. Elle a été rachetée en 1993 par l'industriel Fernand Le Rachinel, imprimeur de profession mais aussi cadre et bailleur de fonds du Front national (FN). Dans un article publié en janvier 1997 et intitulé La triste fin d'une belle histoire : les Presses bretonnes dans les griffes du Front national, le magazine Le Peuple breton rapporte que l'imprimerie est devenue « une des entreprises satellites » du parti d'extrême droite. Il raconte le rachat et les changements qui se sont ensuivis en recensant un certain nombre de publications sorties des presses à partir de 1995 et consacrées au FN ou à ses personnalités : le programme du candidat Le Pen aux présidentielles, une réédition de l'ouvrage Terre en vue : feuilles de route des jeunes du Front national, Jean-Marie Le Pen raconte sa jeunesse ou encore L'Agenda Jean-Marie 1997. L'article met aussi en évidence l'impression de revues situées à droite de l'extrême droite comme Itinéraires ou Revision. La première est dirigée par Jean Madiran, pseudonyme d'un des hérauts de la collaboration avec l'Allemagne nazie. La revue Revision est quant à elle dirigée par Alain Guionnet ; elle a pour sous-titre Le doux parfum de l'interdit et est ouvertement révisionniste et antisémite,.
Dans cette affaire, Les Presses bretonnes réclament deux millions de francs de réparation au magazine pour avoir créé un « amalgame » entre l'imprimerie et le parti politique d'extrême droite,,. Le réseau associatif Ras l'front, les militants de l'Alternative rouge et verte (AREV) ainsi que la rédaction de l'hebdomadaire Bretagne-Info soutiennent le mensuel pendant le procès. En août, le tribunal correctionnel de Saint-Brieuc prononce la relaxe du directeur du Peuple breton. D'après une brève parue dans Libération, le tribunal relève dans ses motifs « le sérieux de l'enquête journalistique ».

## Les médias homonymes
Aux XIXe et XXe siècles, trois autres parutions ont pris par le passé le titre Le Peuple breton. Dans son livre Deux siècles de presse écrite en Bretagne, le journaliste et ancien directeur du bureau de Rennes de l'AFP Marcel Leguen décrit les deux premières qu'il qualifie de politiques : l'une est un tri-hebdomadaire édité pendant l'année 1870 à Brest et l'autre un mensuel édité pendant l'année 1932 à Quimper,. De 1947 à 1949, un troisième média homonyme est édité et distribué en Bretagne sous la houlette du journaliste Joseph Martray.

### Le Peuple breton(1870)
Fils du maire de Lambézellec, Alexandre Bouet est, selon Marcel Leguen, un « écrivain de talent ». En 1830, il fonde à Brest le bi puis tri-hebdomadaire Le Finistère, un « journal politique, maritime, commercial et littéraire » comme le précise son sous-titre. Sont rédacteur en chef n'est autre qu'Émile Souvestre. Celui-ci fait preuve d'une « liberté de ton à l'égard de la Marine ». Pour la contrer, Alexandre Bouet se sépare du titre et crée en 1832 Le Brestois, un tri-hebdomadaire ayant pour devise « Liberté et ordre public ». Le Brestois se dote également d'un sous-titre, légèrement différent de son prédécesseur : « Journal politique, commercial, maritime et littéraire »,.
En 1833, les deux titres fusionnent pour fonder le tri-hebdomadaire L'Armoricain, toujours édité à Brest. Dans son no 1 qui paraît le 1er août 1833, le journal se réfère à la Charte de 1830 qu'il qualifie pour ses lecteurs comme « notre arche de salut ». Son sous-titre est tout d'abord celui du Brestois avant de devenir le « Journal de Brest et du Finistère ». Son format évolue également en passant du tabloïd (44 × 28 cm) au quotidien (55 × 36 cm). L'Armoricain bénéficie du privilège des annonces légales et paraît ainsi pendant 36 ans jusqu'au no 5630 du 30 décembre 1869,,.
En 1870, L'Armoricain devient Le Peuple breton. Conservant son édition à Brest et une parution tri-hebdomadaire, il reprend le sous-titre initial : « Journal politique, commercial, maritime et littéraire ». Fernand de Rodays est le rédacteur en chef. Imprimé au format quotidien (56 × 40 cm), il paraît du 4 janvier 1870 (no 1) au 29 septembre 1870 (no 104),,.

### Le Peuple breton(1932)
Le deuxième périodique homonyme est un mensuel qui ne connaîtra que trois numéros, de juin à août 1932. Publié à Quimper et imprimé Rennes, il a un format tabloïd de 38 × 28 cm,.

### Le Peuple breton(1947-1949)
Le 1er octobre 1947, un troisième organe de presse est lancé sous ce même nom par le journaliste et militant breton Joseph Martray. Il s'agit d'une revue mensuelle éditée à La Baule-Escoublac. Elle a pour sous-titre tout d'abord Politique, social, économique, international puis Politique, économique, social, culturel, international. Dans son ouvrage Le Lobby breton, la journaliste Clarisse Lucas explique que l'ambition de cette publication est « de faire avancer l'idée du fédéralisme européen et de la régionalisation de la France ». « Qu'attend donc le peuple breton ? » questionne le directeur de publication dans son premier éditorial. « Il veut un organe d'union et d'action. Il ne faut pas négliger les efforts culturels, mais il faut surtout appuyer un mouvement plus vaste, économique, social et administratif qui prenne racine dans le peuple, non seulement dans l'élite ». Autrement dit, décrypte le journaliste Georges Cadiou, il faut « relancer le mouvement politique ». Le dernier numéro de la revue paraît en mai 1949, quelques mois avant que son fondateur ne se lance dans l'aventure du Célib, le Comité d'étude et de liaison des intérêts bretons. Par la suite, en 1964, Joseph Martray acceptera, tout en restant propriétaire du titre, que l'UDB utilise à son tour « Le Peuple breton » pour intituler son journal.